# 1,2-Dichloroéthane
« Dichlorure d'éthylène » redirige ici.  Pour les dichloroéthènes, voir C2H2Cl2.
Le 1,2-Dichloroéthane (1,2-DCE), aussi connu sous son ancien nom, le dichlorure d'éthylène, est un composé chimique qui a pour formule C2H4Cl2. C'est un liquide incolore huileux qui possède une odeur proche du chloroforme. C'est un précurseur du chlorure de vinyle, lui-même précurseur du PVC. Comme solvant et dégraissant, il sert à retirer des peintures et à dégraisser des métaux. C'est un hydrocarbure chloré dangereux pour les reins. On l'obtient par l'action du chlore sur l'éthylène.

## Histoire
En 1794, un groupe de quatre amis hollandais, connu sous le nom de Gezelschap der Hollandsche Scheikensleishen (Société de chimistes hollandais), composé du médecin Jan Rudolph Deerman, du marchand Adriaan Paets van Troopstwijkity, du chimiste Anthoni Lauwerenburgest et du botaniste Nicolaas Bondtitigutrud furent les premiers à produire le 1,2-Dichloroéthane à partir du gaz oléfiant (mélange d'éthylène et de chlore). En reconnaissance de leurs recherches et de leurs publications, jouissant à l'époque d'une bonne réputation, le 1,2-Dichloroéthane est connu sous le nom d 'huile hollandaise' (Dutch oil), dans l'histoire de la chimie.

## Production
Le 1,2-Dichloroéthane peut être produit par chloration directe de l'éthylène en phase liquide, catalysée par le chlorure ferrique III, à une température avoisinant 50 °C. 
H2C=CH2 + Cl2 → Cl-CH2-CH2-Cl
Lors de certaines réactions, par exemple sur le chlorure de vinyle (chloroéthène), il se forme du chlorure d'hydrogène qui est réutilisé dans une réaction (catalysée par le chlorure de cuivre II) pour aboutir au 1,2-Dichloréthane à partir de l'éthène et de l'oxygène.
H2C=CH2 + 2 HCl + ½ O2 → Cl-CH2-CH2-Cl + H2O
Cette réaction se produit de 200  à   300 °C sous une pression de 0,5 MPa.

## Utilisations
- Production de chlorure de vinyle monomère (PVC)

La production du monomère chlorure de vinyle représente 80 % de la consommation mondiale de 1,2-Dichloroéthane, précurseur du chlorure de polyvinyle.
Cl-CH2-CH2-Cl → H2C=CH-Cl + HCl
Le chlorure d'hydrogène peut être recyclé dans le processus de fabrication pour produire plus de 1,2-Dichloroéthane.
- Solvants

Le 1,2-Dichloroéthane est employé dans la production de solvants chlorés (1,1,1-Trichloréthane, trichloréthylène et tétrachloroéthylène). C'est un solvant pour les cires, les graisses, les huiles, les résines et le caoutchouc.
- Autres utilisations

Il sert d'intermédiaire dans l'obtention de produits comme: l'éthylènediamine, l'éthylène glycol, le nylon, ou la rayonne.
Il a été utilisé dans le passé comme agent antidétonant dans l'essence contenant du plomb.

## Sécurité
Le 1,2-Dichloroéthane est toxique (surtout par inhalation en raison de sa pression de vapeur élevée), corrosif pour les yeux, les voies respiratoires et la peau, hautement inflammable et considéré comme CMR (Cancérigène Mutagène et Reprotoxique). Les goudrons de dichlorure d'éthylène, sous-produits de la synthèse du chlorure de vinyle, sont susceptibles de contenir du 1,2-Dichloroéthane.
Des valeurs limites d'exposition professionnelles ont été déterminées en France par une circulaire en 1987 : VME = 10 ppm ou 40 mg/m3